# 動物園 (音楽グループ)
動物園（トンムルウォン、동물원）は、大韓民国のフォークグループ。

## 略歴
キム・グァンソク、キム・チャンギ、パク・ギヨンを中心に男子大学生数名で結成。歌手キム・チャンワンにスカウトされ、1988年1月にファーストアルバムを発表。「거리에서（→コリエソ、街で）」（作詞・作曲：キム・チャンギ）がヒット。
セミプロバンドとして活動を続けたが、プロ志向だったメインボーカルのキム・グァンソクがセカンドアルバムを最後に脱退し、キム・チャンギがメインボーカルとなる。
1997年、7thアルバムを最後にキム・チャンギが脱退。

## メンバー

### 現メンバー
- パク・ギヨン（スチールギター、ピアノ担当）
- ユ・ジュンヨル（ギター）
- ペ・ヨンギル（ギター）

### 旧メンバー
- キム・チャンギ（1963年10月12日 - ） - 国民学校5年生の時に、全国子供作曲大会で優勝。1987年、延世大学校医学部4年生の時に作った楽曲「愛の引き潮（サランエ ソルムル、사랑의 썰물）」が、イム・ジフン（朝鮮語版）の歌でヒットして注目された[1]。
- キム・グァンソク（1964年1月22日 - 1996年1月6日） - のちにソロ歌手として、韓国を代表するフォークシンガーとなる。
- パク・キウン
- パク・キョンチャン

他

## 動物園を題材とした作品
ミュージカル
- 「あの夏、動物園（그 여름, 동물원）」2015年12月初演